# Garden Home Farm Barn
La Garden Home Farm Barn est une grange située à l'ouest de Crooks, dans le Dakota du Sud, aux États-Unis. Elle est inscrite au South Dakota State Register of Historic Places depuis décembre 1995.